# 内藤卯三郎
内藤 卯三郎（ないとう うさぶろう、1891年10月4日 - 1977年11月11日）は、日本の物理学者、教育者。愛知学芸大学（現・愛知教育大学）初代学長、奈良女子高等師範学校長を務めた。

## 経歴
神奈川県足柄上郡上中村篠窪（現・大井町）に生まれた。6人きょうだいの末っ子。1898年（明治31年）4月、上中村尋常篠窪小学校に入学。1902年（明治35年）4月、尋常高等渋沢小学校に入学。
1906年（明治39年）10月、中郡尋常高等堀小学校の準訓導を拝命。1908年（明治41年）5月、足柄上郡山田小学校の準訓導を拝命。
1909年（明治42年）3月、退職。二人の兄が日露戦争前後、7、8年間軍隊にかり出されていたことから、「流石に『名誉・名誉』とおだてられる昂奮から覚めた」親の意向により、すぐ上の兄とともに同年4月に神奈川県師範学校に入学。体のよい徴兵忌避だったという。在学中の校長は漢学者の内堀維文。「その偉大な人物と博学とには、いかなる腕白連中も歯が立たなかった」「先生が亡くならるる迄もらう手紙には必ず『何々然るべく候』と、いつも教えられていた」と内藤は述べている。1913年（大正2年）3月、同校を卒業。
1917年（大正6年）3月、東京高等師範学校本科数学物理化学課程を卒業。1918年（大正7年）3月に研究科を卒業後、同校の教師となり、物理学を専門に後進の指導に当たった。30歳のとき、当時『アララギ』で実力を認められていた女性と結婚。結婚の条件として「短歌を断然やめる」ことを約束をさせたが、4、5年後、同誌の島木赤彦に説かれ、その約束は反故となった。東京高等師範での教え子に詩人の八木重吉がおり、重吉が恋愛結婚を親族に反対されていたときには相談を受けて説得にあたり、承諾を取り付けた。1922年1月の重吉と妻の婚約式に出席し、同年7月に御影町（現・神戸市東灘区）に住んでいた重吉の元に妻が赴く際には付き添って、重吉の自宅で開かれた簡素な結婚式に仲人としてただ一人立ち会っている。その後も後述の留学直前には病床の重吉を見舞い、重吉没後の追悼文では「邪念を見いだせない人間だった」と記している。
1927年（昭和2年）から3年間、物理学の研究のため英国に留学。1941年（昭和16年）3月31日、文部省督学官（翌年、教学官と改称）に就任。1944年（昭和19年）4月17日、学徒動員本部第二部兼務を命じられる。
1945年（昭和20年）11月24日、奈良女子高等師範学校長に就任。戦後の民主的教育樹立に力を注いだ。1948年（昭和23年）12月15日、公職適格の判定が下る。
1949年（昭和24年）5月31日、本部が岡崎市に置かれた愛知学芸大学（現・愛知教育大学）の初代学長に就任。創生期の同大学の整備・充実と愛知県下の教育文化の振興に貢献した。
1951年（昭和26年）6月21日、岡崎ロータリークラブが承認登録されると即座に入会。1955年（昭和30年）7月から1年間会長を務め、ロータリアンのよき指導者として活躍した。また後年、市政を明るくする会の会長や岡崎市民憲章制定委員長として市政進展に寄与した。
1951年（昭和26年）9月10日、出国。ナショナルリーダーとして米国の教育事情を3ヶ月間視察した。
1959年（昭和34年）6月13日、愛知学芸大学長を退職。1963年（昭和38年）5月、紺綬褒章を受章。1966年（昭和41年）4月29日、勲二等旭日重光章を受章。
1977年（昭和52年）7月1日、岡崎市名誉市民に推挙される。同年11月11日、死去。86歳没。従四位から、同日付で従三位追贈とともに、特旨を以てから位一級追陞せられ、正三位に叙された。

## 主な著書

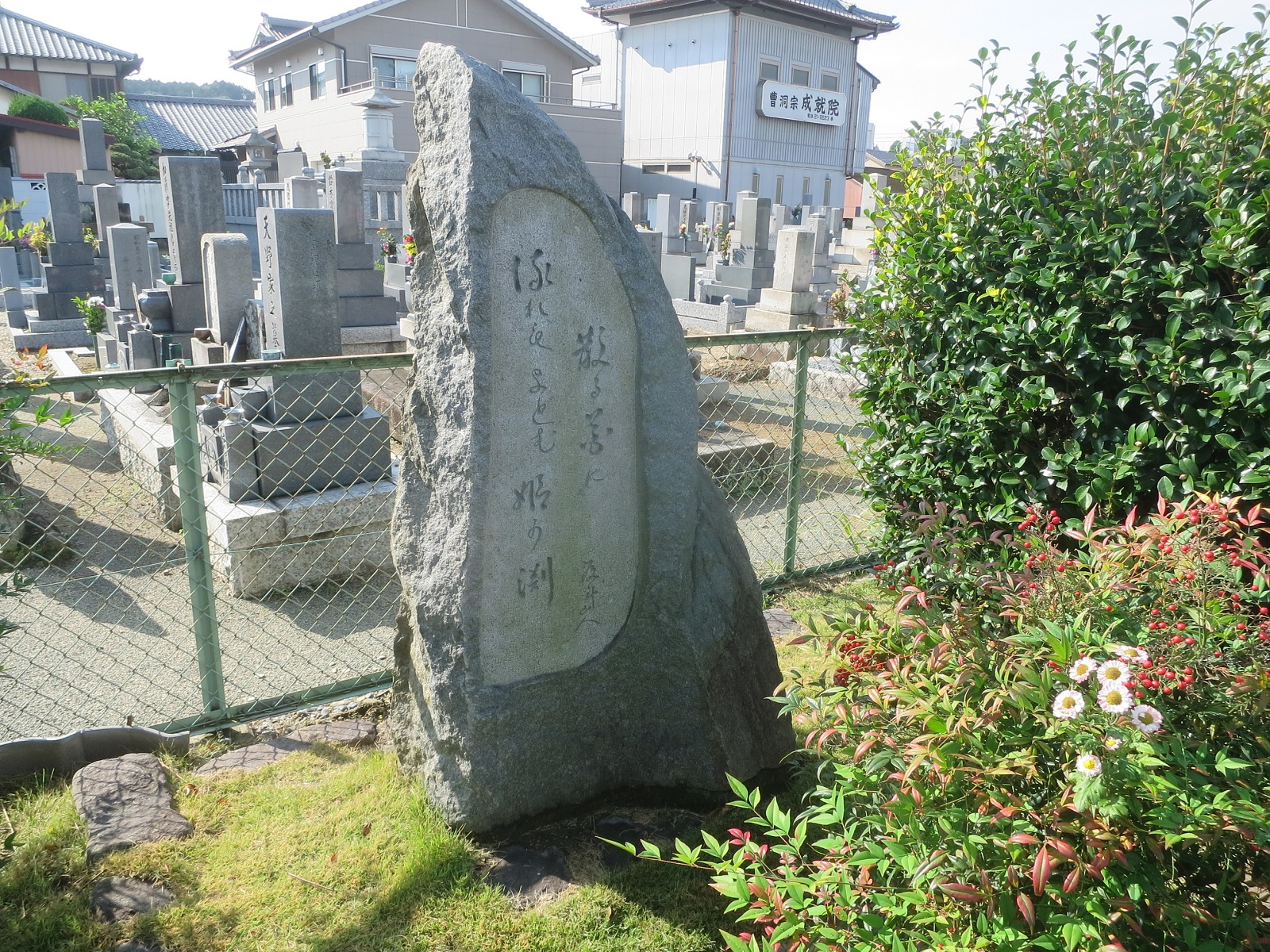
岡崎市吹矢町の浄瑠璃ヶ淵跡にある内藤卯三郎の句碑。1964年12月建立。

- 『光学要論』培風館、1930年。
- 『現代女子新物理學』東京開成館、1936年11月17日。
- 『新制理科 物理学自由』培風館、1950年4月30日。
- 『小学新理科指導書 5年』新興出版社・啓林館、1960年6月10日。
- 『講和会議後の米国視察』内藤卯三郎（自費出版）、1952年6月。
- 内藤卯三郎・編『野いばら―内藤笈斗句集』内藤卯三郎（自費出版）、1957年3月5日。